# Knutnarv
Knutnarv (Sagina nodosa) är en växtart i familjen nejlikväxter. 